# Pöltschen
Pöltschen gehört zum Stadtteil Berga/Elster der Stadt Berga-Wünschendorf im Landkreis Greiz in Thüringen.
Pöltschen ist der südlichste Stadtteil von Berga/Elster und ist mit der Stadt verwachsen. Wohnungen, Pensionen, Gewerbe und Industrie sind ansässig geworden.

In den 1920er Jahren erbaute Ernst-Engländer-Siedlung

## Geschichte
Das Dorf Pöltschen wurde am 2. Februar 1233 erstmals urkundlich erwähnt. 1597 erwarb Moritz Bastian v.Z, Oberaufseher der Kurfürstlichen Flöße und Gehölze, das Rittergut Neumühl (im Ort Pöltschen) von Ernst v. Milkau. Sein Sohn Hans Bastian I. von Zehmen war Kommandant der Festung Magdeburg und ist auf dem Fürstenzug zu Dresden verewigt. Hans Bastian II. von Zehmen rief die „Fabian-Sebastian-Stiftung“ für Bedürftige ins Leben, aus deren Zinsen bis 1945 sozial Schwache eine Zuwendung erhielten. Beide sind auf Rittergut Neumühl geboren und hier aufgewachsen. Hans Bastian II. v.Z. war Obersteuereinnehmer des Neustädter Kreises und Deputierter auf dem Landtag zu Dresden. Darüber hinaus wurde er zum kursächsischen Geheimen Rat berufen und diente Johann Georg III. bzw. Friedrich August I. (August der Starke). Dessen Sohn Moritz Christoph erneuerte 1726 das Grundwerk der Mühle. Die letzten Besitzer von Rittergut Neumühl waren 1945 Moritz Bastian und Christoph von Zehmen.

## Persönlichkeiten
- Hans Bastian II. von Zehmen (1629–1702), Kurfürstlich-Sächsischer Geheime Rat, Herzöglicher Justizrat und Deputierter auf dem Dresdner Landtag, auf Rittergut Neumühl in Pöltschen geboren und aufgewachsen.